# Linum brevisepalum
Linum brevisepalum är en linväxtart som beskrevs av Sergei Vasilievich Juzepczuk. Linum brevisepalum ingår i släktet linsläktet, och familjen linväxter. Inga underarter finns listade i Catalogue of Life.